# Kirby: ¡Roedores al ataque!
Kirby: ¡Roedores al ataque!, conocido en inglés como Kirby: Mouse Attack en Europa y como Kirby: Squeak Squad en Estados Unidos, además de Hoshi no Kirby: Sanjō! Dorotche Dan (星のカービィ 参上! ドロッチェ団 Hoshi no Kābī Sanjō! Dorocche Dan?) en Japón, es un videojuego de plataformas desarrollado por Flagship y Natsume y publicado por Nintendo y HAL Laboratory para Nintendo DS. El juego llegó al mercado japonés y estadounidense a finales de 2006, mientras que en el mercado australiano y europeo llegó en 2007.
A diferencia del título anterior de Nintendo DS, Kirby y el Pincel del poder, Kirby: Mouse Attack es un juego de plataformas tradicional en el cual se utilizan los botones de la consola en vez de la pantalla táctil para manejar a Kirby.

## Argumentos
En un mundo desconocido, (también supuesto como dream land, por ser la ciudad en la cual vive Kirby) el protagonista encuentra un Pastel, pero este es secuestrado por un equipo de ladrones roedores, todos ratones. Es así, que Kirby emprende una aventura para encontrar aquel pastel que estaba comiendo.

## Modos de juego
El modo de juego es ligeramente distinto al de un juego normal. "Modo de juego no se refiere únicamente a sus controles, si no a algunas cosas extrañas e inentendibles para alguien que no lo ha jugado. En un principio, para avanzar en la historia se juega con pantalla táctil y con las teclas de la consola. La pantalla táctil se usa en cualquier momento, pero no se utiliza al retirar, fusionar, etc.

### Mochila
La mochila se le llama a lo que se encuentra debajo de la pantalla táctil. La manera de llamarla mochila es oficial, porque su verdadero nombre se revela oficialmente el 12 de agosto de 2020, y se le da este nombre aunque su aspecto no se le asemeja, pero su utilidad si es similar ya que guarda objetos, en este caso, burbujas de fuego.

### Burbujas
Estas aparecen durante el desarrollo de todo el juego y no son necesarias para completarlo. Estas pueden conllevar poderes para transformarse, comidas, objetos clave, etc. Si no tienes comidas/poderes para transformarse, no podrás fusionar comidas con comidas y poderes con poderes. Hay una burbuja que ha de aparecer muchas veces, esta contiene un signo de pregunta violeta y te puede salir cualquier transformación. La transformación de burbujas está relacionada con estas mismas, ya que puede transformar a los enemigos en ratones que contienen poderes (en algunos villanos no sirve, como Waddle Dee) y da mayor efecto efecto contra los jefes, sean jefes como Kracko o menores como Regampa. Fue el último videojuego de flagship

## Transformaciones de Kirby
En todos los juegos Kirby suele comer villanos, y algunos en específico los hace transformar en palos. En la siguiente lista están las 22 transformaciones capaces de utilizar en este videojuego, cabe aclarar que no se conocen las dos transformaciones ocultas:
- Ninja: Como su nombre lo indica, este es un ninja, el cual puede utilizar Shurikens, también fuego, caminar de a puntitas arriba del agua y colgarse de las paredes para disparar sus shurikens.
- Fantasma: Este es una transformación la cual este es capaz de controlar los cuerpos de los villanos, y utilizarlos para dejarlos bajo el control de kirby.
- Animal: Este Kirby utiliza pieles de animal, al parecer es un animal peludo. Este sirve para cavar en las zonas en donde se necesita, en las cuales no podrás pasar si no lo utilizas.
- Burbuja: Es capaz de encerrar a los villanos en burbujas, las cuales al tocarlas te transformarán en el kirby que capturaste: Es decir, por ejemplo está Mr. Kible, el cual te otorga el poder de un cuter, al usar tu poder contra él, se transformará en una burbuja y será guardado debajo de la pantalla. Luego de esto, al presionar la burbuja, podrás transformarte y usar el cuter. Es exclusivo de este juego.
- Acero: Este es un kirby que suele ser indetenible por estar hecho de acero puro, es color gris y es muy lento. Le cuesta volar y su función es que mientras camines y un enemigo se acerque, este morirá al hacer contacto contigo.
- Mago: Este participó en varios videojuegos anteriores, pero la habilidad la cual era la única que usaba, ahora es una habilidad secundaria. Este ahora es capaz de hacer cuatro cosas: Puede lanzar palomas al aire, puede tirar cartas de joker, puede utilizar una clase de caja sorpresa de payaso (sólo que en vez de caja, galera) y la que tenía como única antes, usar una ruleta la cual se puede utilizar una vez, pero se puede convertir a los enemigos en 1up,obtener una habilidad aleatoria, convertir a los enemigos en comida(está siempre que aparece te ayuda a recuperar barras de vida),hacer invencible a kirby por unos segundos. Anteriormente, era también capaz de hacer que aparezca Meta Knight, pero este en el videojuego no aparece.
- Cupido: Este es capaz de utilizar flechas, y puede volar sin necesidad de hacer que kirby se infle, esto se logra con las alas de ángel que tiene.
- Bomba: Este puede utilizar bombas para eliminar a sus enemigos. Curiosamente, siempre lleva una gorra de dormir
- Espadachín: Kirby obtiene una espada y un gorro de dormir verde, con la espada es capaz de cortar girando mientras salta, cortar de manera común, cortar a extrema velocidad, entre muchas otras funciones. En este videojuego ya no es capaz de ir hacia abajo y golpear a un enemigo subterráneo con la espada.
- Rueda: Este puede rodar en forma de rueda, y atropellar a los enemigos. Cuando salta puede volar.
- Chispa: Puede electrocutar a sus enemigos, en este juego también electrocuta a larga distancia, pero en lugares específicos.
- Mazo: Kirby es capaz de utilizar un mazo, este puede golpear de manera común, puede venir potenciado de fuego y a partir de este videojuego se hace gigante.
- Piedra: El protagonista puede transformarse en piedra para evitar ser golpeado, y este se vuelve invencible. También le sirve para rodar, simulando a la transformación rueda.
- Cúter: Este es capaz de cortar a sus enemigos y lianas.
- Láser: Puede disparar láser y en este videojuego comienza a poder recargarlos para disparar con más potencia. También estos, según el lugar rebotarán en las paredes.
- Fuego: Esta transformación es una fusión de dos transformaciones de kirby de fuego que estaban separadas inútilmente. Ahora este cumple las funciones de antes, puede correr para hacerse una clase de estampida de fuego, similar a una llamarada, mientras que también puede direccionar fuego escupido por la boca a arriba o abajo.
- Hielo: Puede direccionar arriba o abajo simulando a kirby fuego en una de sus utilidades. Puede congelar al enemigo.
- Luchador: Este es un luchador, el cual puede crear una esfera similar al Kame Hame Ha del anime Dragón Ball, también puede pegar y lanzar patadas,     que de paso te pueden elevar.
- O.V.N.I: Es capaz de usar distintas habilidades y adquiere una forma de Ovni y puede disparar láseres como el kirby láser y kirby rayo, el cual será mencionado más abajo.
- Rayo: Es capaz de utilizar justamente lo que dice su nombre, un rayo. Tiene un gorro de bufón.
- Sombrilla: Puede utilizar una sombrilla con la cual evitar ataques y bajar lentamente. También es capaz de utilizar estrellas que se extienden hasta un punto indicado.
- Arrojador: Tiene la capacidad de absorber enemigos y lanzarlos con mucha potencia hacia los costados. Su aspecto es similar al del luchador: Tiene una bandana, pero en vez de ser roja es color azul,
- Dormilón: Puede dormirse, y en juegos anteriores era completamente inútil, pero en este juego ya puede comenzar a recuperar tu salud.

Estrella triple: Esta es la habilidad que utiliza obligatoriamente al final del juego, la cual también participó en Kirby: Pesadilla en Dream Land, contra el jefe final, lo que aquí pasa lo mismo.